# ادهمیه
ادهمیه، طریقتی است صوفیانه که به ابراهیم ادهم منسوب است. سلسلهٔ چشتیه نیز شجرهٔ طریقت خود را از طریق شیخ ابواسحاق چشتی (معروف به شامی) به ابراهیم ادهم می رساند. از زندگانی رهبر این طریقت اطلاعات دقیقی در دست نیست، اما وی را زاهدی معرفی کرده اند که در سیر و سیاحت به سال ۱۶۱ ه.ق در شام درگذشت.